# Luis María Kreckler
Luis María Kreckler (Buenos Aires, 16 de agosto de 1954) es un diplomático argentino, que se desempeñó como embajador de su país ante la República Federativa del Brasil entre el 2012 y el 2015.
Diplomático de carrera, ejerció previamente funciones de Secretario de Comercio y Relaciones Económicas Internacionales (2010-2011) y Subsecretario de Comercio Internacional (2005-2010) en el Ministerio de Relaciones Exteriores y Culto de Argentina. En 2016 fue designado embajador ante Alemania, hasta que en 2017 fue designado Embajador en Suiza. Tras la asunción de Alberto Fernández fue designado como embajador ante China, en enero de 2020, puesto en el que duró solo un año, puesto que fue reemplazado por el mismo Fernández en diciembre de ese año.

## Biografía
Luis María Kreckler nació el 16 de agosto de 1954. Está casado y tiene cuatro hijos. Sociólogo recibido en la Universidad de Buenos Aires, ingresó al Servicio Exterior argentino en 1983.
Entre 1986 y 1990 fue Representante alterno ante la Organización de los Estados Americanos. En 1990 fue designado Cónsul argentino ante Panamá. Entre 1996 y 1998 fue Jefe de Gabinete del Señor Secretario de Relaciones Exteriores y Asuntos Latinoamericanos, para luego ser designado Cónsul General y Director del Centro de Promoción Comercial de la República Argentina en Los Ángeles, Estados Unidos de América.
En el año 2005 regresó a la República Argentina como Subsecretario de Comercio Internacional de la Cancillería argentina. En el año 2006 es promovido al rango de Embajador Extraordinario y Plenipotenciario con el acuerdo del Honorable Senado de la Nación Argentina.
En agosto del 2010 es designado Secretario de Comercio y Relaciones Económicas Internacionales, asumiendo asimismo como Coordinador Nacional del Grupo del Mercado Común (GMC) del Mercosur y como Jefe Negociador por Argentina en las negociaciones Mercosur – Unión Europea.
El 7 de noviembre de 2011 la presidenta Cristina Fernández de Kirchner lo nombró Embajador de la República Argentina ante la República Federativa del Brasil. Ese mismo día, el Gobierno brasileño concedió el plácet a su nombramiento.
El 23 de febrero de 2012 el embajador Kreckler presentó sus cartas credenciales ante la presidenta brasileña Dilma Rousseff, en ceremonia realizada en el Palacio de Itamaraty de Brasilia.

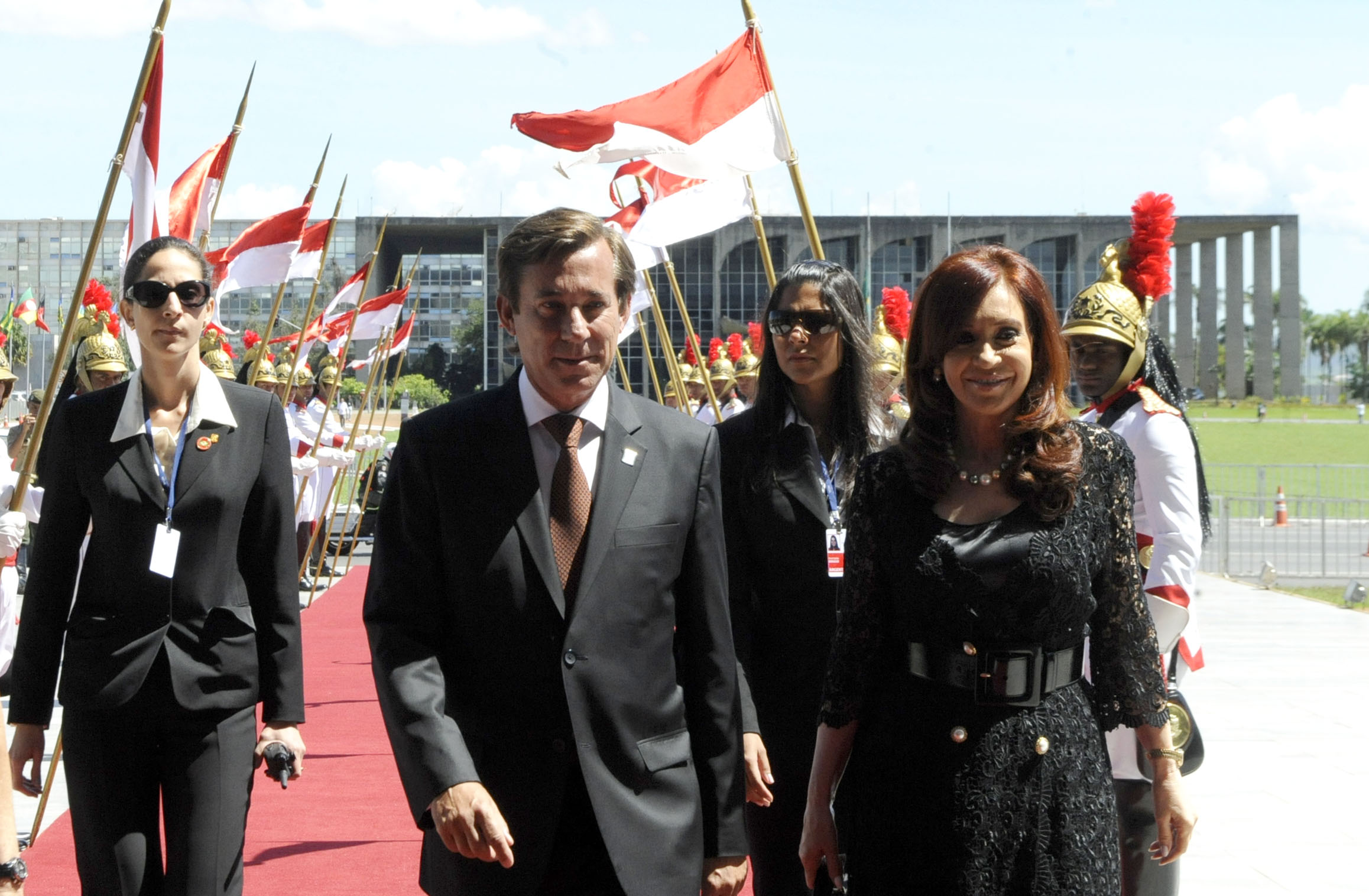
Presidenta Cristina Fernández de Kirchner y Embajador Kreckler - Palacio Itamaraty
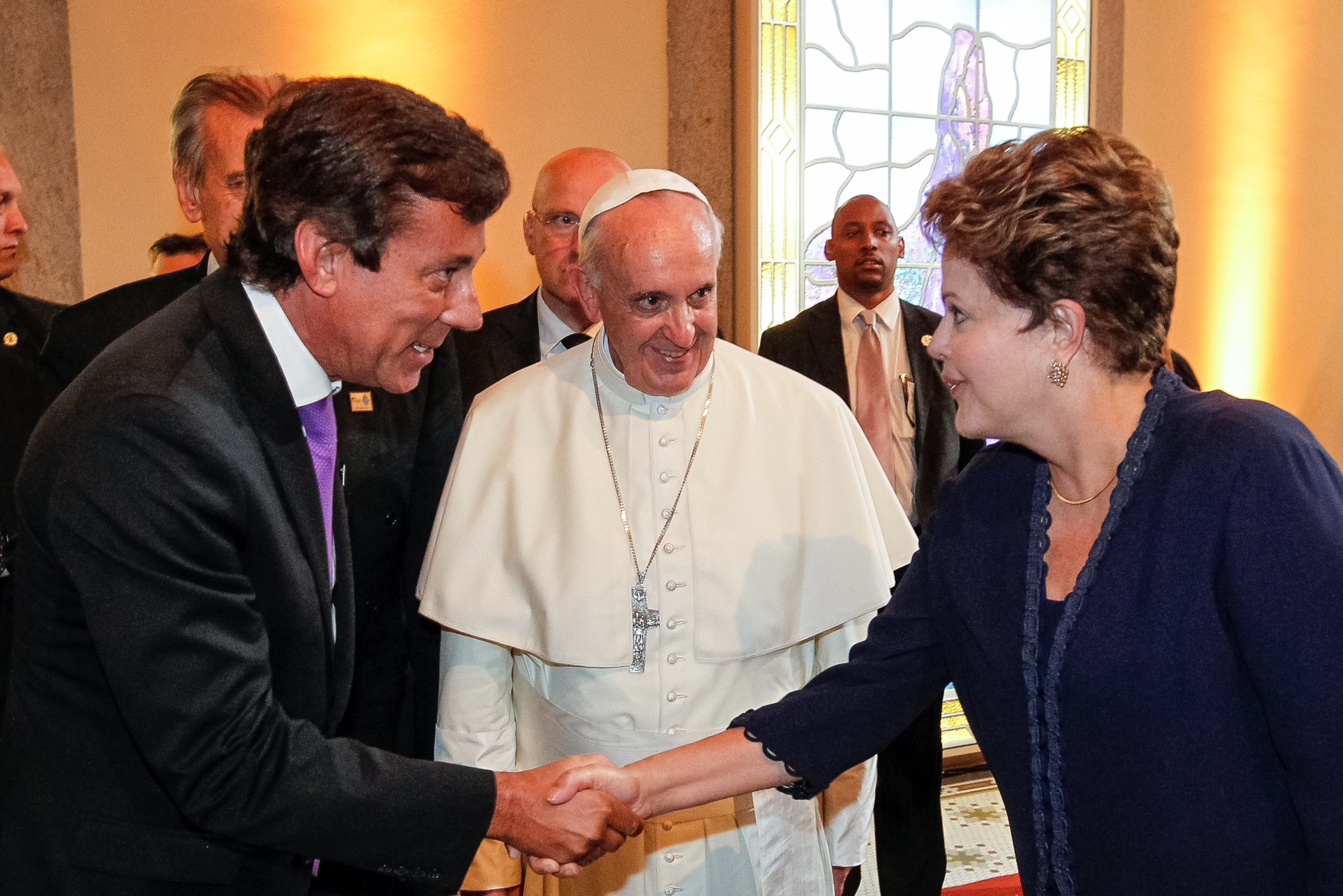
Papa Francisco, Dilma Rousseff y Luis María Kreckler

## Condecoraciones recibidas
Orden al Mérito en el Grado de Gran Cruz, otorgada   por la Señora Presidente de la República de Chile, Da. Michelle Bachelet. Septiembre de 2010.
Orden al Mérito por Servicios Distinguidos en el grado de Gran Cruz, otorgada por el Señor Presidente de la República del Perú, Alan García, julio de 2010.
Gran Cruz de la Orden del Mérito Civil otorgada  por el rey Juan Carlos I, rey de España.
Orden Nacional al Mérito en el grado de Caballero, otorgada por la República Francesa.
Cruz al Mérito en el grado de Caballero, otorgada por la República Federal de Alemania.
Orden Vasco Núñez de Balboa, en el grado de Comendador,  otorgada por la República de Panamá.

## Libros y artículos publicados
- Abril de 2012 "Malvinas: enclave colonial no Atlântico Sul". Folha de Sao Paulo, Brasil.[6]

- Septiembre de 2011 “Integración Productiva en el Mercosur: una apuesta estratégica”. Agencia española de Cooperación Internacional para el Desarrollo (AICID).

- Enero de 2011 “La relación con el gigante. El vínculo comercial argentino con China se diversifica”. Newsweek Argentina, Buenos Aires.

- Diciembre de 2010 “La Argentina va por el mercado ruso”. El Federal.  Buenos Aires, Argentina.

- Octubre de 2010 “Si superamos los desafíos habrá acuerdo con la UE a mitad de 2011”. Tiempo Argentino. Buenos Aires, Argentina.

- Septiembre de 2010 “Un paso adelante en el desarrollo de inversiones”. El Cronista. Buenos Aires, Argentina.

- Agosto de 1997 “La Diplomacia Empresarial,” Editorial Ábaco, Buenos Aires, Argentina.

- Enero de 1997 “México-Mercosur: Un enfoque desde la relación México-Argentina,” Editorial Águila y Sol, Buenos Aires.